# Abbaye de Bouchet
L'abbaye de Bouchet, anciennement Notre-Dame-du-Bosquet, est une abbaye cistercienne de moniales dans la commune actuelle de Bouchet, dans le département de la Drôme et en région Auvergne-Rhône-Alpes. 

## Histoire

### Moyen Âge
La première supérieure, la prieure Willelma, est citée en 1184 aux côtés de Tiburge II d’Orange lors d’une donation de Raymond, duc de Narbonne, comte de Toulouse, marquis de Provence, aux frères de la chartreuse de Durbon. La fondation de l’abbaye peut ainsi être attribuée à Tiburge II d'Orange, entre 1181 et 1184. 
Dès le XIIIe siècle l’abbaye de Bouchet jouit des faveurs des seigneurs locaux, notamment des princes d’Orange qui lui permettent d'avoir une grande richesse ainsi que des domaines fonciers qui s’étendent jusqu’à la ville actuelle de Mornas.  
Dans le cadre de la guerre de Cent Ans et de la grande peste, dans la deuxième moitié du XIVe siècle le monastère de Bouchet n’a plus les moyens de subvenir aux besoins de ses moniales qui sont contraintes de quitter leur abbaye. 
En 1413, le Chapitre général de l’Ordre cistercien décide d’incorporer l’abbaye Notre-Dame-du-Bosquet à celle d’Aiguebelle. qui, le 28 mai 1443, de bailler en emphytéose perpétuelle à trois auvergnats les maisons et bâtiments de Bouchet, « à l’exception de l’église et du dortoir (…) ». C’est la naissance de la communauté « bousquetaine ».
En 1476, Julien de la Rovère décide de créer pour l’Université d’Avignon un second établissement scolaire, à côté du Collège Saint-Nicolas et décrète alors la suppression de la vie monastique au prieuré de Bouchet et sa transformation en prieuré séculier relevant du Saint-Siège afin d’y fonder le Collège de Saint-Pierre-aux-Liens, appelé plus tard Collège du Roure.

### Le pèlerinage à Bertrand de Garrigue
L’abbaye de Bouchet était le lieu de sépulture de Bertrand de Garrigue, frère prêcheur et compagnon de saint Dominique, qui, lors d'un séjour à Avignon, visite les moniales de Bouchet. Malade, il décède à l’abbaye le 6 ou 18 avril 1230 et les religieuses l’inhument dans leur cimetière conventuel. Le culte se développe rapidement et, en 1253, les reliques sont placées dans l'église abbatiale. 
Après la suppression de l’abbaye en 1413, les Dominicains d’Orange décident de ramener le corps de saint Bertrand dans leur couvent : en 1414, ils se rendent à Bouchet et exhument le corps du bienheureux Bertrand de Garrigue qui sera déposé dans leur couvent . Le corps de Bertrand demeure alors chez les Dominicains d’Orange jusqu’au 20 décembre 1561, date à laquelle l’église des Frères Prêcheurs est attaquée par une troupe d’hérétiques et livrée aux flammes. 

### Époques moderne et contemporaine
En 1562, lors des guerres de religion, le baron des Adrets s’en prend à Bouchet et détruit une partie de l’église. Au XVIIe siècle, une ordonnance de l’évêque oblige la commune de Bouchet à se charger de la réparation de l’église: par mesure d’économie, le conseil municipal décide d’élever une nouvelle façade à 8,60 mètres de la première. Alors, « un corridor extérieur suspendu sur deux arcades » permettait de se rendre du dortoir à l’église pour entendre la messe du haut de la nouvelle tribune.
Avec l’annexion du Comtat Venaissin, et donc de Bouchet, à la France et lors de la Révolution Française, l’église demeure affectée au culte catholique, tandis que le bâtiment monastique subsistant sera transformé.

En 1835, après la révolte des canuts, la famille de soyeux lyonnais Fabre achète l’ancien bâtiment conventuel qui est alors transformé en usine textile. Cette fabrique est cédée ensuite aux Établissements Mayor de Lyon. L’usine ferme ses portes le 1er décembre 1972 et rapidement, les vignerons du Cellier des Dauphins font acquisition des deux salles. Le rez-de-chaussée est transformé en chai de vieillissement pour Côtes-du-Rhône et Coteaux-du-Tricastin tandis que l’étage devient une grande salle de réception.

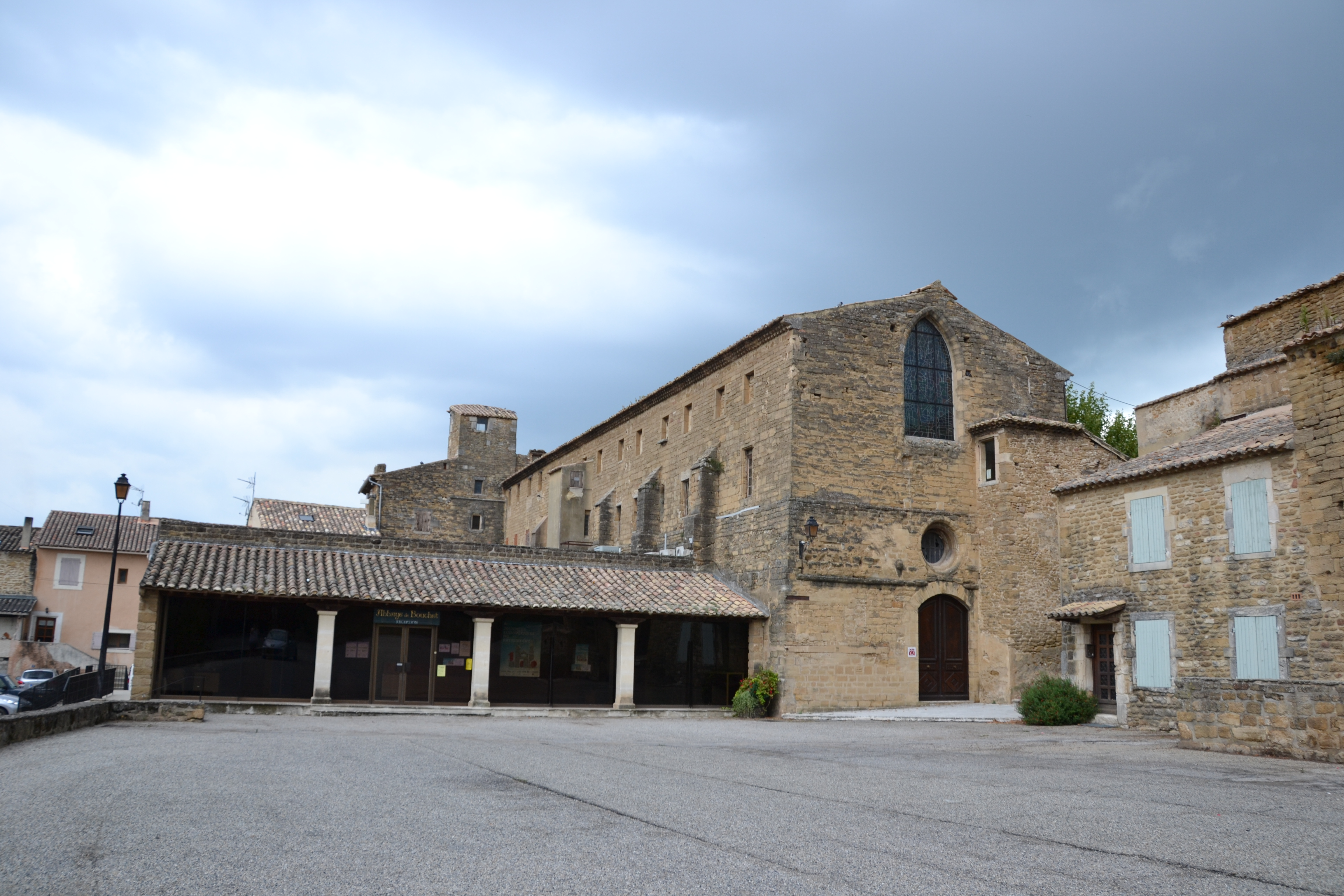
Le caveau de dégustation du Cellier des Dauphins.

## Les bâtiments
Aujourd’hui, l’abbaye cistercienne Notre-Dame-du-Bosquet se trouve à l’intérieur du village de Bouchet qui s’est constitué autour d’elle. L’ancienne abbaye a conservé presque intacte son église abbatiale et un important bâtiment monastique, encore préservés au cœur du village bousquetain. La Place de l’abbaye forme un carré d’environ 25 m de côté et elle est aujourd’hui occupée par un parc de stationnement bétonné.

### L'église abbatiale
Le long du côté nord de la place se trouve l’ancienne église abbatiale. Cette abbatiale est orientée est-ouest, avec un léger désaxement nord-est, et se distingue par ses dimensions modestes, avec environ 13 m de long. Elle a conservé son plan en croix latine.Elle possède une nef à vaisseau unique avec un transept débordant. La nef est voûtée en berceau longitudinal, tandis que le transept comporte des berceaux transversaux un peu plus bas. Les deux bras du transept sont pourvus de deux petites absidioles orientées inscrites dans un mur plat à l’extérieur. Au nord, l’hémicycle est muré par l’installation de la sacristie appuyée contre le chevet et le bras nord du transept. Une pierre tombale rappelle l’emplacement du tombeau du bienheureux Bertrand de Garrigue dans le bras nord du transept.

### Le bâtiment monastique

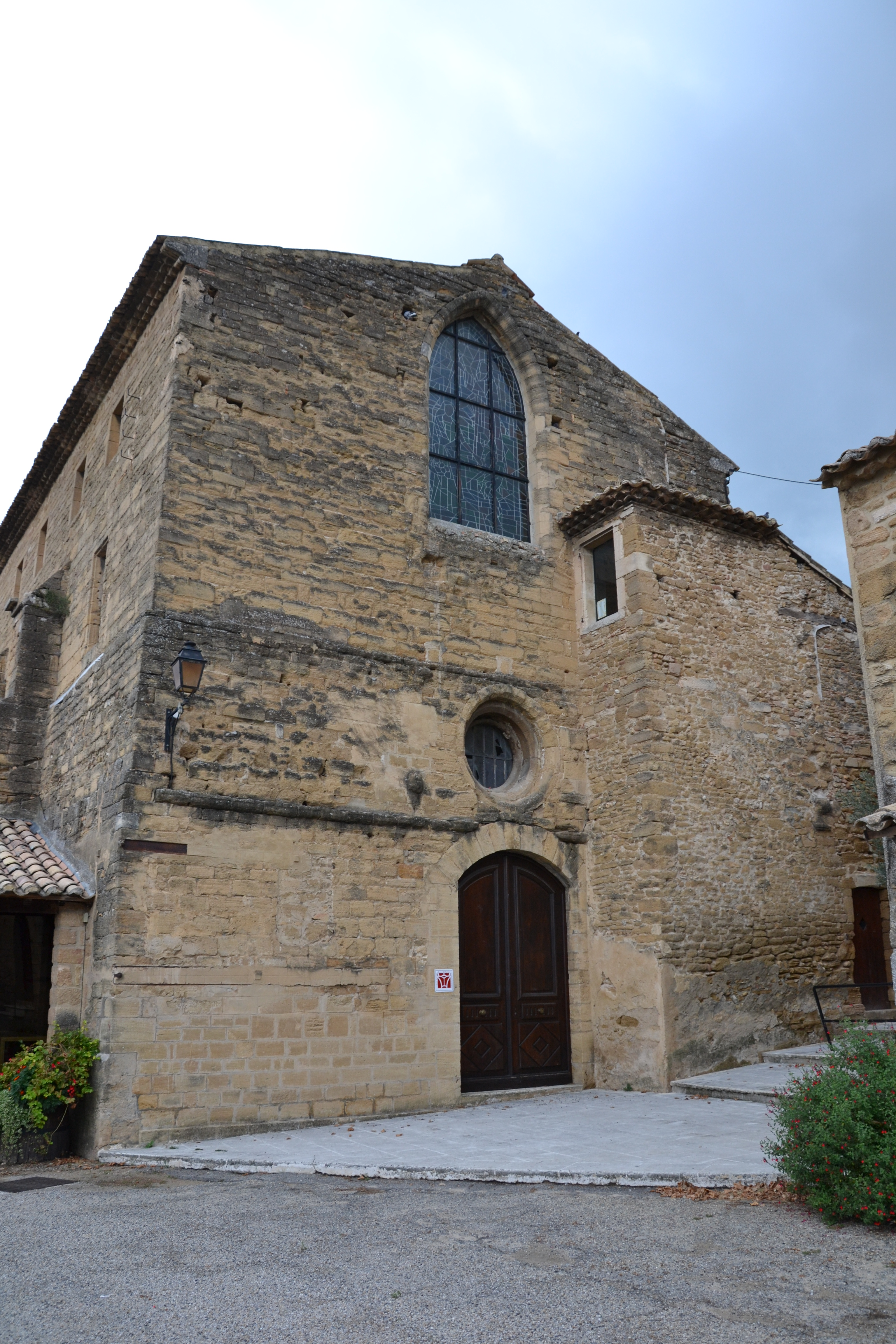
L'abbaye.

Le bâtiment monastique des converses s’élève au nord-ouest du village, légèrement décalé au sud par rapport à l’église, avec un axe légèrement différent. À différence de l’abbatiale, il est conservé presque intact dans ses dimensions, environ 46 m x 11 m hors œuvre, et dans son élévation d’origine. Cet édifice comporte deux niveaux d’origine voûtés.
Le rez-de-chaussée, ancien cellier, est voûté en berceau brisé, renforcé par des doubleaux qui délimitent quatre travées. À l’étage, l’ancien dortoir des converses comporte une voûte également en berceau brisé renforcé par des doubleaux qui délimitent cinq travées. Ce dortoir conserve dans sa grande salle orientale vingt cellules, sortes d’alvéoles voûtés et creusées dans les murs.
Des nouvelles salles ont été aménagées aux extrémités occidentales de ces deux niveaux : une cave à l’ouest du rez-de-chaussée ; et à l’étage un bureau, des vestiaires, des toilettes et une cuisine. Les nombreuses transformations de la partie occidentale et ses quatre niveaux sont desservis par un escalier à vis habillé d’une tour dont un dernier étage domine tout le village de Bouchet.

### La cour de l'église
Une petite cour se trouve à l’ouest de l’église, dans l’espace entre sa façade et le bâtiment monastique. Cette courette est fermée à l’ouest par un mur qui s’appuie au sud contre le bâtiment monastique et au nord contre les maisons contemporaines.
Actuellement, les deux édifices de l’ancienne abbaye ne sont pas reliés directement mais les traces d’un ancien passage sont encore visibles par un couloir à l’étage. Ce couloir suspendu est actuellement disparu, mais les traces d’un départ d’arcade sont encore en place. 

## Les habitants de l'abbaye
Dans les abbayes cisterciennes de femmes, des groupes divers coexistent : les moniales sont assistées par des sœurs converses, vouées aux tâches domestiques ; par des frères convers, destinés aux travaux de force ; par un prévôt, véritable responsable administratif de l’abbaye ; ainsi que par des laïcs, hommes et femmes, qui peuvent être des domestiques ou des salariés. Il faut aussi compter sur la présence d’un prêtre afin d’assurer la cura monialium.

### Les abbesses
À partir de 1224, au moins, la prieure cède la place à une abbesse qui semble exercer plus librement ses prérogatives sur le domaine abbatial :  à côté de son rôle à la tête des moniales, l’abbesse de Bouchet est une véritable chef d’exploitation agricole qui échange, vend et achète, des terres, des bois, des forêts, des granges, des églises, des châteaux et des dépendances.

### Les moniales
Le monastère de Bouchet compte 17 moniales en 1239, 28 en 1249, 21 en 1348 et 3 en 1413. La communauté semble ainsi connaître un développement modeste mais régulier avec une communauté restreinte au XIIIe siècle, à l’apogée de l’abbaye. Au milieu du XIVe siècle le monastère semble faire face à la guerre de Cent Ans qui vient de commencer. La communauté se réduit progressivement pendant la deuxième moitié du XIVe siècle, ce qui suscitera la suppression de l’abbaye en 1413, quand elle ne compte plus que trois moniales.
Le recrutement de ces moniales se faisait surtout dans les familles seigneuriales de la région : en 1239, les dix-sept moniales sont toutes issues des lignages des milites des environs (les Baux-Orange, les seigneurs de Taulignan, de Grignan, de Mondragon, etc.).

### Le personnel féminin
À côté des moniales, un personnel féminin était au service des religieuses. Dans les abbayes cisterciennes de femmes, les converses relevaient, comme les moniales, de la juridiction de l’abbaye–mère, dans ce cas de l’abbé d’Aiguebelle. 

### Le personnel masculin
Suivant les normes cisterciennes, l’abbaye-mère, Aiguebelle, doit assurer le service religieux de sa fille, Bouchet, en envoyant un moine. Concernant l’administration, des moines et un aumônier sont mentionnés au XIIIe siècle, tandis qu’au début du XVe siècle, avant la suppression de l’abbaye, la gestion de celle-ci est confiée à un procureur. De même, nous trouvons des frères convers mentionnés seulement au XIIIe siècle.